# Lech Kaczyński
Lech Aleksander Kaczyński (ˈlɛx alɛˈksandɛr kaˈtʂɨɲskʲi pronunciaciónⓘ, Varsovia, 18 de junio de 1949-Smolensk, 10 de abril de 2010) fue un político polaco que desempeñó el cargo de Presidente de la República de Polonia desde 2005 hasta su fallecimiento en un accidente de aviación en 2010. También lideró, junto con su hermano gemelo Jarosław, el partido político conservador Ley y Justicia ("Prawo i Sprawiedliwość" o PiS).

## Biografía
Kaczyński nació en Varsovia, hijo de Rajmund (un ingeniero que sirvió como soldado del Armia Krajowa en la Segunda Guerra Mundial y veterano del Levantamiento de Varsovia), y Jadwiga (filóloga de la Academia Polaca de Ciencias). De niño, protagonizó una película polaca de 1962, Los dos que robaron la luna (título en polaco O dwóch takich, co ukradli księżyc), con su hermano gemelo idéntico Jarosław.
Kaczyński se graduó en Derecho y Administración en la Universidad de Varsovia. En 1980 obtuvo su doctorado en la Universidad de Gdansk. En 1990, completó su habilitación en Derecho Laboral. Posteriormente, ocupó puestos de profesor en la Universidad de Gdansk y en la Universidad Cardenal Stefan Wyszyński de Varsovia.
En 1977 comenzó a trabajar para la oficina del Comité de Defensa del Trabajador y un año más tarde se vio implicado en la actividad de los sindicatos independientes.

## Trayectoria política
En la década de 1970, Kaczyński fue activista del movimiento prodemocrático y anticomunista en Polonia, el Comité de Defensa de los Trabajadores, así como del movimiento Sindical Independiente. En agosto de 1980, se convirtió en asesor del Comité de Huelga Interempresarial del Astillero de Gdansk y del movimiento Solidaridad. Tras la imposición de la ley marcial por parte de los comunistas en diciembre de 1981, fue internado por antisocialismo. Tras su liberación, regresó a la actividad sindical y se afilió al movimiento clandestino Solidaridad.
Cuando Solidaridad fue legalizada nuevamente a finales de los años 1980, Kaczyński fue un asesor activo de Lech Wałęsa y su Komitet Obywatelski Solidarność en 1988. De febrero a abril de 1989, participó en las conversaciones de la Mesa Redonda.
En diciembre de 1988, junto a Lech Wałęsa, se hizo miembro del Comité Ciudadano Solidaridad. En 1989 fue elegido senador y dos años después diputado por el Partido de la Alianza Cívica de Centro. En las elecciones parlamentarias de 1991 , fue elegido para el parlamento como miembro independiente. Sin embargo, recibió el apoyo del comité electoral Alianza Cívica de Centro , estrechamente relacionado, pero no idéntico, al partido político Acuerdo de Centro (Porozumienie Centrum), liderado por su hermano. También fue el principal asesor y partidario de Lech Wałęsa cuando este último fue elegido presidente de Polonia en diciembre de 1990. Wałęsa nominó a Kaczyński para el cargo de ministro de Seguridad en la Cancillería Presidencial, pero lo destituyó en 1992 debido a un conflicto relacionado con el gobierno de Jan Olszewski.
Kaczyński fue presidente de la Cámara Suprema de Control (Najwyższa Izba Kontroli, NIK) desde febrero de 1992 hasta mayo de 1995 y posteriormente ministro de Justicia y fiscal general del gobierno de Jerzy Buzek desde junio de 2000 hasta su destitución en julio de 2001. Durante este tiempo fue muy popular debido a su firme postura contra la corrupción.
En abril de 2001 fue nombrado presidente del Comité Nacional del Partido Ley y Justicia (Prawo i Sprawiedliwość – PiS), generalmente calificado de «conservador» por los medios de comunicación, junto con su hermano Jarosław. Lech Kaczyński fue presidente del partido entre 2001 y 2003.
En otoño de 2002 fue elegido alcalde de Varsovia con una victoria aplastante. Lech se presentó como candidato a Presidente de la nación en las elecciones del 9 de octubre de 2005, quedando en segundo lugar por detrás de Donald Tusk; pero en la segunda vuelta —celebrada el 23 de octubre de ese año— consiguió superarle. Dos meses más tarde Kaczyński juró el cargo ante el Sejm. Comenzó su mandato declarando la guerra a la corrupción. Apoyó firmemente la construcción del Museo del Levantamiento de Varsovia y en 2004 nombró un panel histórico para estimar las pérdidas materiales que los alemanes infligieron a la ciudad durante la Segunda Guerra Mundial (se estima que el 85% de la ciudad fue destruida en el Levantamiento de Varsovia) como respuesta directa a las crecientes reclamaciones de los alemanes expulsados de Polonia. El panel estimó las pérdidas en al menos 45.300 millones de euros (54.000 millones de dólares) en valor actual. También apoyó la construcción del Museo de Historia de los Judíos Polacos en Varsovia y fue uno de los firmantes del acuerdo para financiar el proyecto con fondos municipales.
Kaczyński prohibió el desfile del orgullo gay de Varsovia dos veces en 2004 y nuevamente en 2005, conocido localmente como la Parada Równości (Desfile de la Igualdad), diciendo a los manifestantes: «Respeto su derecho a manifestarse como ciudadanos, pero no como homosexuales».  Además, temía que el desfile promoviera un «estilo de vida homosexual» y se quejó de que la policía no empleó suficiente fuerza para disolverlo, afirmando: «¿Por qué no se empleó la fuerza para disolver una manifestación ilegal?».  Kaczyński se refirió a los organizadores de los desfiles del orgullo gay como «pervertidos».
En 2005, Kaczyński permitió una contramanifestación, el "Desfile de la Normalidad", organizado por la Juventud Panpolaca, una organización nacionalista católica opuesta al "liberalismo, la tolerancia y el relativismo".
En 2007, el Tribunal Europeo de Derechos Humanos declaró culpable a Polonia de violar el principio de libertad de reunión al prohibir la Parada Równości de 2005, en virtud del artículo 11 del Convenio Europeo de Derechos Humanos.

## Muerte
El 10 de abril de 2010, un avión Tupolev Tu-154 M transportaba a Lech Kaczyński, su esposa Maria Kaczyńska y otros miembros de una delegación polaca (altas figuras públicas y militares) desde Varsovia para conmemorar la masacre de Katyn. El avión se estrelló al aproximarse a la base aérea de Smolensk, en Rusia. El gobernador del óblast de Smolensk confirmó al canal de noticias Rusia 24 que no hubo supervivientes. Noventa y seis personas murieron en el accidente, incluyendo a muchos de los principales líderes militares y civiles de Polonia.
El presidente ruso, Dmitri Medvédev, ordenó una comisión gubernamental para investigar el accidente. El primer ministro ruso, Vladímir Putin, fue puesto a cargo de la investigación.

La política rusa Valeriya Novodvorskaya afirmó más tarde que el gobierno ruso había asesinado a Kaczyński.

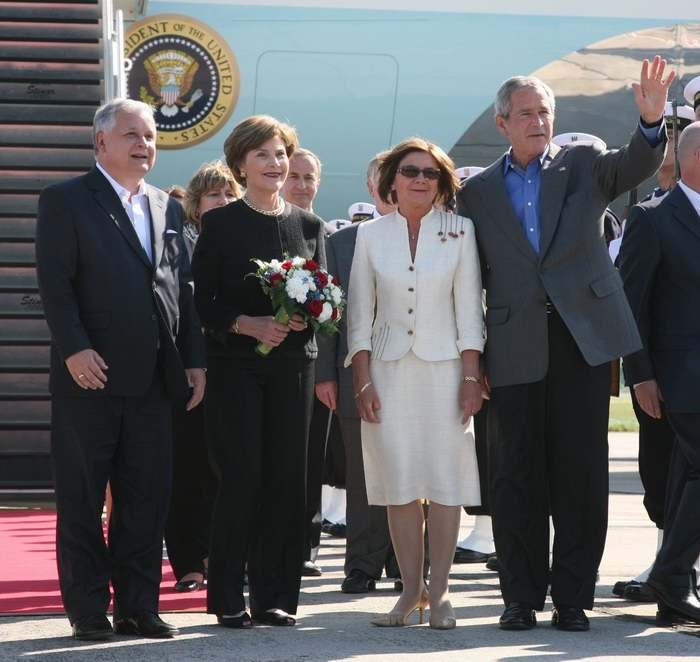
Kaczyński con George W. Bush en 2007.